# Liga Regional de Ecilda Paullier
La Liga Regional de Ecilda Paullier es una de las 2 ligas de fútbol que integran el Departamento de San José. Esta misma, comprende únicamente el sur del departamento, uniendo las localidades de; Libertad (Uruguay), Ecilda Paullier, Puntas de Valdez, Rafael Perazza, Kiyú, Rodríguez (Uruguay), entre otras.

## Formato 2023
Participan 12 equipos divididos en dos series de seis equipos cada una. En ambas series se jugarán dos ruedas todos contra todos clasificando los dos primeros de cada una de ellas a semifinales. En semifinales se cruzarán 1° A vs 2° B y 1° B vs 2° A. Ambas llaves serán a partido único en cancha neutral teniendo ventaja deportiva el 1° A y 1° B quienes con el empate lograrán el pasaje a la final. La final también será a partido único en cancha neutral.

## Clubes Participantes 2023

### Divisional Única (12)
| Club             | Ciudad                 | Estadio                                | Fundación               |
| ---------------- | ---------------------- | -------------------------------------- | ----------------------- |
| Artigas          | Ecilda Paullier        | Parque “Dr. César Rodriguez Bonavitta” | 25 de noviembre de 1933 |
| Ciudad del Plata | Ciudad del Plata       | Parque "Edgard Larramendi"             | 4 de mayo de 2014       |
| Huracán          | Juncal San José        | Cancha de Huracán                      | 5 de febrero de 1963    |
| Independiente    | Puntas de Valdez       | Parque "Candido Reyes"                 | 23 de junio de 1937     |
| Juincam          | Colonia Alonso Montaño | Campo de Deportes "José ¨Pollero"      | 5 de marzo de 1953      |
| Juventud Unida   | Ciudad de Libertad     | Parque "Juventud Unida"                | 1 de mayo de 1943       |
| La Paz           | Cañada Grande          | Parque "Walter Perco"                  | 30 de noviembre de 1952 |
| Oriental         | Rodríguez              | Parque "Ángel Buela"                   | 12 de octubre de 1941   |
| Rampla Juniors   | Colonia Damond         | Parque "Ángel Chacón"                  | 1 de mayo de 1966       |
| River de Panta   | Paso de Panta          | Cancha de River                        | 25 de marzo de 1971     |
| Sacachispas      | Ecilda Paullier        | Campo deportivo Rubén Elvira           | 10 de octubre de 1978   |
| San Rafael       | Rafael Perazza         | Parque "Ricardo Reyes"                 | 25 de abril de 1942     |

## Palmarés
| Año  | Campeón             |
| ---- | ------------------- |
| 1979 | Platense            |
| 1980 | Juventud Unida (PR) |
| 1981 | Juventud Unida (PR) |
| 1982 | Artigas             |
| 1983 | Juventud Unida (PR) |
| 1984 | Artigas             |
| 1985 | Artigas             |
| 1986 | Juventud Unida (PR) |

| Año  | Campeón             |
| ---- | ------------------- |
| 1987 | Juventud Unida (PR) |
| 1988 | Unión               |
| 1989 | Peñarol             |
| 1990 | Peñarol             |
| 1991 | Unión               |
| 1992 | Artigas             |
| 1993 | Unión               |
| 1994 | Artigas             |
| 1995 | Artigas             |
| 1996 | Racing              |
| 1997 | Artigas             |
| 1998 | Artigas             |
| 1999 | Artigas             |
| 2000 | Artigas             |
| 2001 | Estrella del Sur    |

| Año  | Campeón                   |
| ---- | ------------------------- |
| 2002 | Huracán                   |
| 2003 | Resero                    |
| 2004 | Juincam                   |
| 2005 | Rampla Juniors            |
| 2006 | Juincam                   |
| 2007 | Juincam                   |
| 2008 | Artigas                   |
| 2009 | Artigas                   |
| 2010 | Rampla Juniors            |
| 2011 | Artigas                   |
| 2012 | Artigas                   |
| 2013 | Artigas                   |
| 2014 | San Rafael                |
| 2015 | Juventud Unida (Libertad) |
| 2016 | Juventud Unida (Libertad) |
| 2017 | Juventud Unida (Libertad) |
| 2018 | Juventud Unida (Libertad) |
| 2019 | Juventud Unida (Libertad) |
| 2020 | No se Disputó             |
| 2021 | Juventud Unida (Libertad) |
| 2022 | Juventud Unida (Libertad) |
| 2023 | Juventud Unida (Libertad) |
| 2024 | Juincam                   |

### Títulos de Liga por equipo
| Equipo              | Localidad           | Títulos | Años de los campeonatos                                                                  |
| ------------------- | ------------------- | ------- | ---------------------------------------------------------------------------------------- |
| Artigas             | Ecilda Paullier     | 15      | 1982, 1984, 1985, 1992, 1994, 1995, 1997, 1998, 1999, 2000, 2008, 2009, 2011, 2012, 2013 |
| Juventud Unida      | Libertad            | 8       | 2015, 2016, 2017, 2018, 2019, 2021, 2022, 2023                                           |
| Juventud Unida      | Pueblo Rapetti      | 5       | 1980, 1981, 1983,1986, 1987.                                                             |
| Juincam             | C. Alonso Montaño   | 4       | 2004, 2006, 2007, 2024                                                                   |
| Unión               | Rincón del Pino     | 3       | 1988, 1991, 1993.                                                                        |
| Peñarol             | Paso de las Piedras | 2       | 1989, 1990                                                                               |
| Rampla Juniors      | Colonia Damond      | 2       | 2005, 2010                                                                               |
| Estrella del Sur    | Kiyú                | 1       | 2001                                                                                     |
| Huracán de Juncal   | Juncal San José     | 1       | 2002                                                                                     |
| Resero              | Colonia Wilson      | 1       | 2003                                                                                     |
| San Rafael          | Rafael Perazza      | 1       | 2014                                                                                     |
| Racing de Pantanoso | San José de Mayo    | 1       | 1996                                                                                     |
| Platense            | Costa de Cufré      | 1       | 1979                                                                                     |